# Videoproiettore

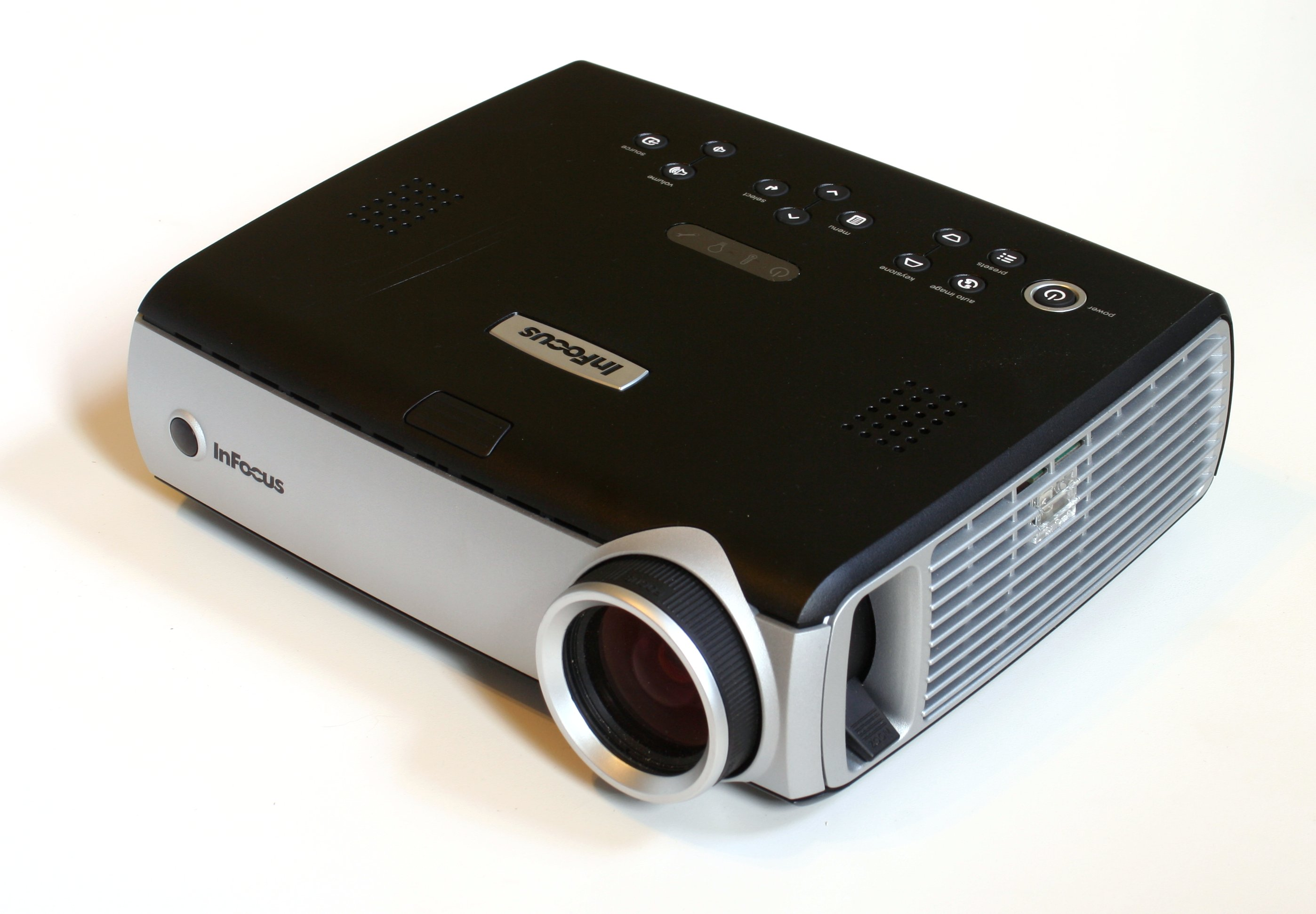
Videopriettore

Un videoproiettore è un apparecchio optoelettronico in grado di proiettare una immagine video su di uno schermo di proiezione, tramite la luce di una lampada, esattamente come fa il proiettore cinematografico. La differenza è solamente nel tipo di immagine prelevata, dove al posto di una pellicola c'è un sistema simile alimentato da un segnale video elettronico.  
Come funzionalità di visualizzazione, si contrappone al monitor/TV, che la esegue su una propria superficie (display LCD, OLED, ecc). Il videoproiettore non deve essere confuso nemmeno con il retroproiettore, il quale si comporta più similmente ad un monitor/TV, nonostante alcune differenze.  

## Prestazioni
Un buon videoproiettore (più o meno full HD) può visualizzare immagini video con dimensioni fino a decine di metri di diagonale, quindi anche di gran lunga superiori a quelle di un monitor o di un televisore. La luminosità dell'immagine video visualizzata è però fortemente dipendente dalla sua dimensione raggiunta e dalla luminosità dell'ambiente, molto più di quanto lo sia l'immagine video visualizzata da un monitor/TV, tanto che è possibile ottenere una buona qualità dell'immagine solo in un ambiente totalmente oscurato (o quasi).

## Schermo per videoproiettore

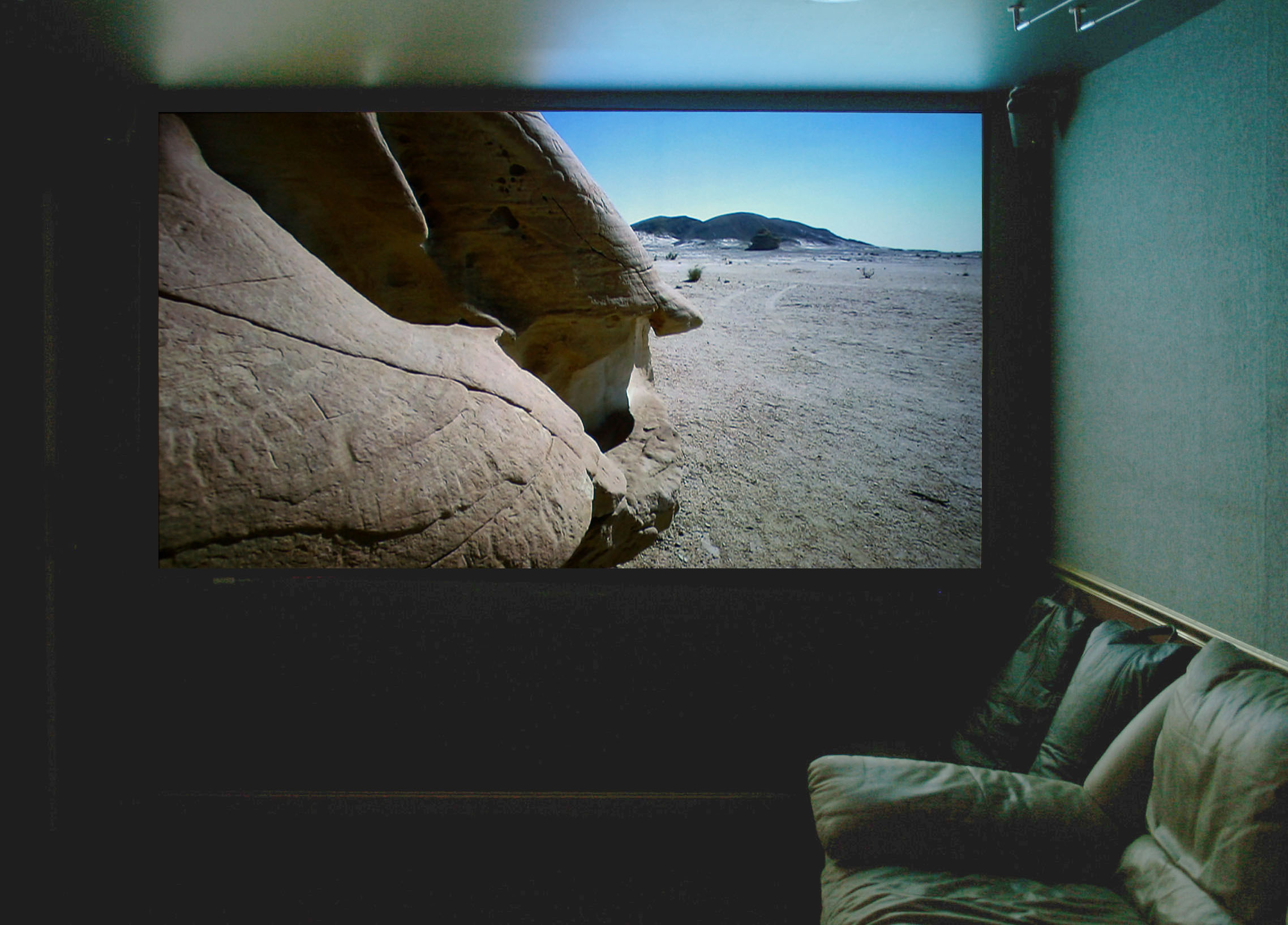
Schermo per videoproiettore

Lo schermo per videoproiettore è un telo tenuto in tensione in modo da costituire una superficie piatta. Il telo può essere tenuto in tensione da una struttura rigida propria oppure da una struttura rigida non propria. Nel primo caso si tratta di schermi trasportabili con dimensioni fino a qualche metro di diagonale, il secondo caso invece normalmente riguarda schermi fino a decine di metri di diagonale come ad esempio quelli utilizzati nelle sale cinematografiche.
Le proprietà che deve avere il telo sono:
- non alterare la cromaticità dell'immagine video
- alta riflettività della luce

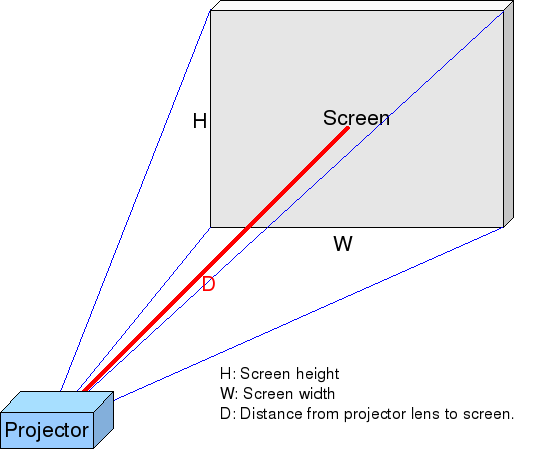
Schema per schermo di videoproiezione

Tale componente permette una migliore fruizione del videoproiettore, ma non è obbligatorio per l'uso.

## Tipi di videoproiettore distinti per ambito di impiego
Esistono videoproiettori specificatamente progettati per visualizzare i formati video utilizzati dalla televisione impiegati ad esempio nell'home cinema, videoproiettori specificatamente progettati per visualizzare i formati video utilizzati dai computer impiegati ad esempio nella categoria lavorativa SoHo. I videoproiettori vengono anche usati nel campo scolastico, attraverso l'uso delle lavagne interattive multimediali e ultimamente, con la nascita del cinema digitale, videoproiettori specificatamente progettati per il cinema.

## Tipi di retroilluminazione
La retroilluminazione dei videoproiettori può essere molto eterogenea:
- Lampada ad alogenuri metallici
- Lampada UHP
- LED
- Laser
- Assente, quando la tecnologia del proiettore permette di generare direttamente un'immagine ad elevata luminosità non vi è l'uso di lampade aggiuntive, come nel caso dei videoproiettori CRT o alcuni modello laser o LED.

## Tipi di videoproiettori distinti per tecnologia di generazione dell'immagine
In base alla tecnologia utilizzata per realizzare il videoproiettore, si distinguono attualmente sette tipi di videoproiettori:
- videoproiettore CRT (anche detto "videoproiettore a tubo catodico" o "videoproiettore tritubo")
- videoproiettore DLP (anche detto "videoproiettore a microspecchi")
- videoproiettore D-ILA
- videoproiettore ESLP
- videoproiettore SXRD
- videoproiettore LCD (anche detto "videoproiettore a cristalli liquidi")
- videoproiettore LCoS
- videoproiettore LED (fonte di illuminazione)
- videoproiettore Laser (fonte di illuminazione)
- videoproiettore LED/Laser (fonte di illuminazione)

### Videoproiettore Laser
Vedi: Videoproiettore LED/Laser

### Videoproiettore LED
La fonte di luce del proiettore è costituita da una lampada LED ad alta potenza.

#### Videoproiettore LED/Laser
La fonte di luce del proiettore è generata da chip multi LED di tipo "laser", ovvero con il fascio luminoso estremamente concentrato; questa tecnologia è sempre più diffusa per: la lunga durata della fonte luminosa (20/30.000 ore di lavoro garantite dai produttori), la maggiore silenziosità del proiettore, la minore dissipazione di calore (a parità di potenza luminosa prodotta, scalda molto meno), la possibilità di orientare il proiettore in tutte le direzioni senza compromettere il suo funzionamento.

### Videoproiettore DLP

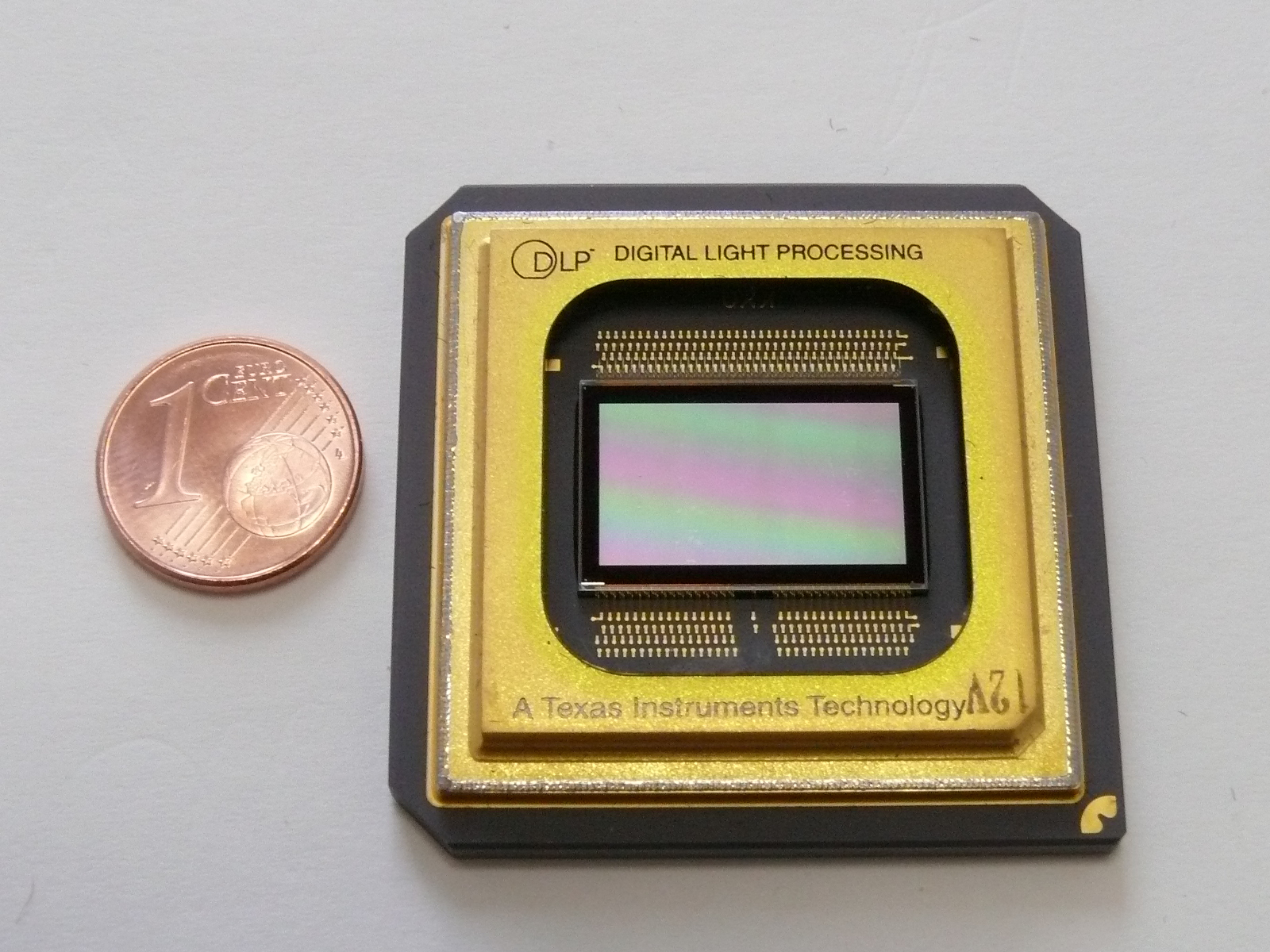
Ingrandimento di un chip DLP

Rappresentazione grafica animata del funzionamento di un proiettore DLP

DLP, acronimo di Digital Light Processing, è una tecnologia brevettata dalla Texas Instruments nel 1987, in cui l'immagine è creata da microscopici specchi disposti in una matrice su un circuito integrato a semiconduttore, chiamato Digital Micromirror Device (DMD). Ogni piccolo specchio rappresenta un pixel e quindi il loro numero corrisponde alla risoluzione dell'immagine proiettata. Matrici 800×600, 1024×768, 1280×720 e 1920×1080 (HDTV) sono le più comuni. Questi specchi possono essere riposizionati rapidamente per riflettere la luce o attraverso la lente del proiettore o su un "assorbitore" di luce (un dissipatore). In tal modo varia l'intensità della luce che attraversa la lente, creando sfumature di grigio in combinazione col bianco (specchi in posizione parallela al fascio di luce) e col nero (specchi perpendicolari al fascio di luce).
E allora come si formano tutti gli altri colori? 
In un proiettore con singolo DMD i colori si ottengono ponendo un piccolo disco rotante tra la lampada e il DMD stesso. Il disco è diviso in quattro parti diversamente colorate: rossa, verde, blu e una sezione vuota per regolare la luminosità. 
Al variare della velocità del disco, si ottengono diverse combinazioni di rosso, verde e blu, che andranno a formare gli altri colori. Poiché la sezione vuota riduce la saturazione del colore (cioè l'intensità), in alcuni modelli viene omessa. Al contrario, alcuni modelli utilizzano colori addizionali (come per esempio il giallo). Il DMD è sincronizzato con la rotazione del disco colorato, perciò, ad esempio, il verde corrisponde all'istante di tempo in cui la parte verde del disco attraversa il fascio di luce della lampada. Lo stesso vale per il blu e il rosso. La sovrapposizione di immagini rosse, blu e verdi ad un'opportuna velocità fa in modo che lo spettatore osservi l'immagine finale a colori.
In alcuni modelli recenti, il disco gira a due o tre volte la velocità del frame, consentendo di avere un'immagine a colori più dettagliata, e altri ancora ripetono lo stesso colore in due sezioni distinte sul disco, dunque una stessa sequenza di colori può essere ripetuta fino a sei volte per frame. Va da sé che per ottenere un risultato migliore rispetto al disco con colori in sezioni singole, la velocità di rotazione dev'essere tanto più alta quanto più le sezioni sono divise, ciò vuol dire che anche gli altri componenti devono essere più precisi e in sostanza, il proiettore è più costoso, alcuni modelli DLP possono arrivare a costare quanto un'automobile.

### Videoproiettore LCD

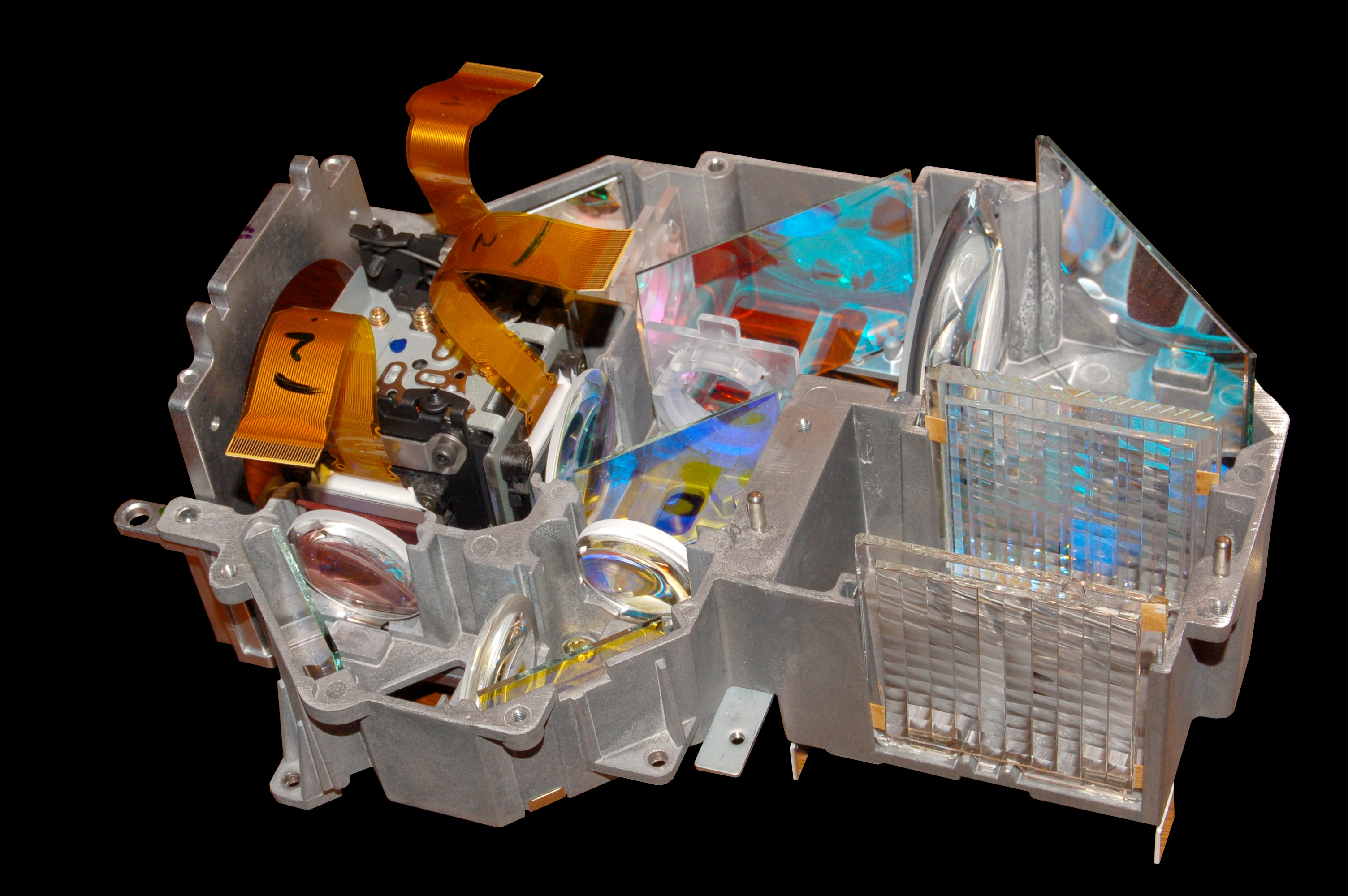
Ottica di un proiettore LCD

Il videoproiettore LCD contiene uno o, sempre più comunemente, tre pannelli separati di cristalli liquidi, uno per ogni componente del segnale video (rosso, verde e blu). La luce proveniente da una lampada, di solito a scarica (nei modelli migliori allo xeno), che emette un colore ideale con uno spettro il più ampio possibile, viene divisa da un prisma nei tre colori fondamentali. Questa lampada deve avere un'altissima luminosità, tra i 2000 e i 4000 ANSI lumen. Quando la luce attraversa i pannelli LCD, ogni pixel può essere aperto per lasciar passare la luce, o chiuso per bloccarla, come se fosse una veneziana. Ciò produce una modulazione della luce, cioè trasporta più informazione di quella di partenza. Proiettando su uno schermo le diverse sfumature ottenute, si ottiene l'immagine continua, il fotogramma finale.

### Videoproiettore CRT

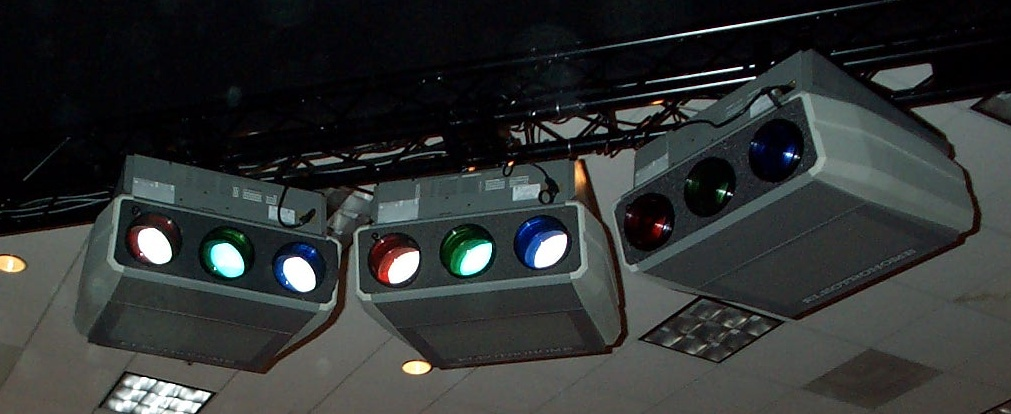
Tre proiettori CRT appesi a soffitto

Mentre DLP e LCD ricostruiscono l'immagine in modo digitale, ovvero l'immagine è costituita da un numero fisso di pixel, che ne determina la risoluzione, il proiettore a tubo catodico (CRT) - in origine teleproiettore - funziona in modo analogo ai vecchi televisori, ovvero riproduce l'immagine linea dopo linea in modo analogico, cosa che gli permette una maggiore flessibilità nelle risoluzioni supportate: se, infatti, si vuole riprodurre ad esempio un'immagine di 576 linee pixel, con un videoproiettore digitale sarà possibile riprodurla fedelmente solo se il proiettore stesso supporta esattamente una risoluzione con 576 pixel verticali; in caso contrario, verrà attivato dal dispositivo un rescaler, ossia un circuito elettronico che ridimensiona l'immagine originale, sia essa più grande o più piccola, per ricondurla alla risoluzione supportata dal proiettore; questo può portare a uno sgranamento dell'immagine (perdita di risoluzione) se l'originale era più piccolo, o a una distorsione della stessa (perdita di dettaglio) se l'originale era più grande.
Entrambi i fenomeni si verificano anche con proiettori analogici a tubo catodico, ma risultano meno visibili grazie alla continuità con cui il dispositivo analogico riproduce l'immagine.

### Videoproiettore LCoS
LCoS è l'acronimo di Liquid Crystal on Silicon.

### Videoproiettore D-ILA
D-ILA, acronimo di Digital Direct Drive - Image Light Amplifier, è una particolare implementazione della tecnologia LCoS. È stata sviluppata da JVC.

### Videoproiettore SXRD
SXRD, acronimo di Silicon X-tal Reflective Display, è una particolare implementazione della tecnologia LCoS. È stata sviluppata da Sony.

### Vantaggi e svantaggi delle varie tecnologie
Ognuna delle tre tecnologie sopraelencate presenta vantaggi e svantaggi nella riproduzione dell'immagine, oltre alla suddetta distinzione tra analogico e digitale:
- Nella tecnologia a LCD, i pixel appaiono sullo schermo separati l'uno dall'altro da un "reticolo" che, per quanto sottile, può risultare comunque visibile al di sotto di una certa distanza dell'osservatore dallo schermo; si parla in questo caso di effetto zanzariera (screendoor effect). Con le ultime matrici, a più alta risoluzione, l'effetto però è stato sensibilmente ridotto.
- Nella tecnologia Digital Light Processing (DLP), un osservatore particolarmente sensibile può osservare, nello spostare rapidamente lo sguardo da un punto all'altro dell'immagine, il cosiddetto "effetto arcobaleno" (rainbow effect), per cui i bordi di oggetti particolarmente contrastati appaiono, anziché netti, "sfumare" tra i colori dell'arcobaleno (o, più precisamente, tra i tre colori primari). La visibilità di questo effetto, oltre che dalla sensibilità ottica dell'osservatore, dipende anche dalla velocità delle ruote di colore usate nei proiettori DLP: per velocità oltre i 5× pare che nemmeno gli osservatori più sensibili osservino questo effetto. Tale effetto non risulta invece presente nei DLP a tre chip, che risultano però molto più costosi e ingombranti dei comuni DLP a singolo chip.
- Anche se in misura minore rispetto agli LCD, anche i DLP soffrono dell'"effetto zanzariera", maggiormente evidente nei modelli a più bassa risoluzione.
- Entrambi i tipi di proiettori digitali hanno una vita operativa piuttosto breve: ogni circa 2-3000 ore occorre cambiare la costosa lampada interna che nel tempo perde la sua luminosità, nei proiettori più recenti, dal 2015 in poi, si installano lampade con durata - in ECO - che arriva anche a 10000 ore.  Un comune televisore a tubo catodico ha invece una vita (teorica) di circa 60 000 ore, contro le circa 40 000 di plasma e LCD: tale divario, dal 2005, risulta quasi azzerato. Inoltre dal 2016 in poi cominciano ad affermarsi fonti luminose come LED o LASER che risolvono il problema della durata della lampada,
- I proiettori di tipo CRT, essendo composti da tre tubi catodici distinti, uno per ogni colore primario, risultano molto pesanti e ingombranti e, soprattutto, bisogna collimare attentamente le tre lenti per correggere la differenza di parallasse: tale correzione è in funzione della distanza tra il proiettore e lo schermo (variando tale distanza, le tre immagini proiettate non coincidono più e i colori risulteranno quindi sfasati); per questo motivo, tali proiettori necessitano di un'installazione più accurata, e non possono essere agevolmente spostati successivamente.

## Mini videoproiettori

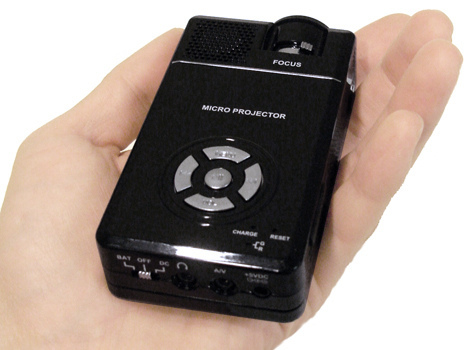
Esempio di mini proiettore

Esistono mini proiettori, in formato tascabile, che si possono utilizzare soprattutto per riunioni, e quindi da collegare ai moderni smartphone o tablet, ma anche direttamente alla fotocamera digitale utilizzando connessioni cablate o wireless.
Questi dispositivi, data la loro piccola dimensione, riescono a proiettare solo a limitate distanze, fino a 3 metri. Normalmente posseggono pochi lumen, per cui hanno bisogno di ambienti molto bui.
Solitamente presentano una fonte luminosa che può essere, a tecnologia LED o anche lampade ad incandescenza, che retroilluminano uno schermo LCD comune. Il fascio di luce così generato, è accompagnato da un piccolissimo sistema di ottiche che consente di regolare la messa a fuoco e lo zoom.